# Cendiuna pataiuna
Cendiuna pataiuna là một loài bọ cánh cứng trong họ Cerambycidae.